# کبودبالیان
کبودبالیان (نام علمی: Polyommatinae) نام یک زیرخانواده از خانواده پرنیان‌بالان است.